# Брежи
Брежи (фр. Brégy) насеље је и општина у североисточној Француској у региону Пикардија, у департману Оаза која припада префектури Санлис.
По подацима из 2011. године у општини је живело 592 становника, а густина насељености је износила 44,95 становника/km². Општина се простире на површини од 13,17 km². Налази се на средњој надморској висини од 100 метара (максималној 134 m, а минималној 86 m).

## Демографија
| 1962. | 1968. | 1975. | 1982. | 1990. | 1999. | 2011. |
| ----- | ----- | ----- | ----- | ----- | ----- | ----- |
| 406   | 436   | 422   | 421   | 461   | 483   | 592   |

График промене броја становника у току последњих година